# Pseudojuloides
Pseudojuloides is een geslacht van vissen in de familie van de lipvissen (Labridae).

## Lijst van soorten
Volgens FishBase bestaat dit geslacht uit de soorten:
- Geslacht Pseudojuloides Fowler, 1949
  - Pseudojuloides argyreogaster Günther, 1867
  - Pseudojuloides atavai Randall & Randall, 1981
  - Pseudojuloides cerasinus Snyder, 1904
  - Pseudojuloides elongatus Ayling & Russell, 1977
  - Pseudojuloides erythrops Randall & Randall, 1981
  - Pseudojuloides inornatus Gilbert, 1890
  - Pseudojuloides kaleidos Kuiter & Randall, 1995
  - Pseudojuloides mesostigma Randall & Randall, 1981
  - Pseudojuloides pyrius Randall & Randall, 1981
  - Pseudojuloides severnsi Bellwood & Randall, 2000
  - Pseudojuloides xanthomos Randall & Randall, 1981

## Referentie
- FishBase: Ed. Rainer Froese and Daniel Pauly. Versie december 2007. N.p.: FishBase, 2007.